# Премудрый пескарь (мультфильм)
«Премудрый пескарь» — советский рисованный мультипликационный фильм, снятый в 1979 году на студии «Союзмультфильм» режиссёром Валентином Караваевым по основанному на одноимённой сказке писателя Михаила Салтыкова-Щедрина сценарию Виктора Мережко.

## Сюжет
О мелком пескаре, решившем прожить свой век в реке незаметно.
Жил в реке пескарь, который был очень трусливым по характеру и боялся выходить из своей норы. Он вздрагивал от каждого шороха, пугался каждой тени, мелькнувшей рядом. Вот так вся жизнь и прошла мимо него — ни семью, ни друзей, ни детей он так и не завёл. Только перед самой смертью пескарь задумался о пустоте прожитых лет. Сказка заканчивается словами рассказчика: «Какие были у него радости? Кого он утешил? Кому добрый совет отдал? Кому доброе слово сказал? Кто его существование вспомнит?»

## Создатели
| текст читает               | А. Зайцев |
| автор сценария             | Виктор Мережко |
| режиссёр                   | Валентин Караваев |
| художники-постановщики     | Сергей Алимов, Гелий Аркадьев |
| оператор                   | Борис Котов |
| композитор                 | Владимир Мартынов |
| звукооператор              | Владимир Кутузов |
| художники-мультипликаторы: | Юрий Кузюрин, Елена Малашенкова, Людмила Лобанова, Владимир Пальчиков, Александр Горленко, Иосиф Куроян, Татьяна Фадеева, Галина Золотовская |
| ассистент режиссёра        | Г. Чикина |
| ассистент оператора        | М. Попова |
| монтажёр                   | Изабелла Герасимова |
| редактор                   | Елена Никиткина |
| художники:                 | Ирина Троянова, Зинаида Плеханова, О. Апанасова, Наталия Барковская                                                                          |
| директор картины           | Любовь Бутырина |

## Награды
- 1979 — приз I МКФ в Варне, Болгария[4][1].

## Аудиосказка
В 1990-е годы на аудиокассетах изданием Twic Lyrec была выпущена аудиосказка по одноимённому мультфильму с текстом Александра Пожарова.